# フランク・ハワード
フランク・オリバー・ハワード（Frank Oliver Howard, 1936年8月8日 - 2023年10月30日）は、アメリカ合衆国・オハイオ州コロンバス出身のプロ野球選手（外野手）。

## 来歴・人物

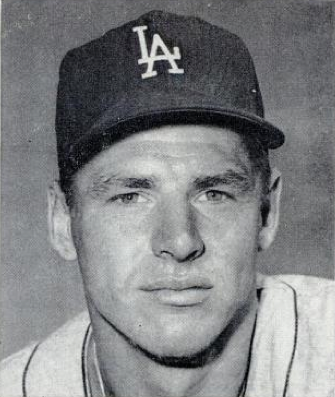
ロサンゼルス・ドジャース時代
（1962年10月）

オハイオ州立大学時代、野球の他にバスケットボールでも全米選抜チームに選ばれた実力があり、フィラデルフィア・ウォリアーズ（現在のゴールデンステート・ウォリアーズ）からドラフト指名も受けていたが、野球を選び、ロサンゼルス・ドジャースと契約する。1958年9月10日にメジャーデビュー。その後もしばらくはマイナーリーグとメジャーを往復するが、1960年にはレギュラーに定着し、23本塁打、77打点を記録し、ナ・リーグルーキー・オブ・ザ・イヤー（新人王）に選出された。1962年には33本塁打・117打点と活躍するが、その後2年低調に終わったこともあり、1965年にワシントン・セネタース（現在のテキサス・レンジャーズ）に移籍する。
1968年5月12日から5月18日にかけて、6試合連続・20打数で10本塁打を打った。1週間で10本塁打は現在でもメジャータイ記録。また、これをはさんで16試合で13本塁打を打ち、これも1995年にアルバート・ベルが記録するまでなかった。この年は44本塁打で初の本塁打王に輝き、MLBオールスターゲーム初出場も果たした。1970年には44本塁打・132打点を記録し、アメリカンリーグの本塁打王・打点王の二冠に輝く。四球132もリーグ1位であった。タイガー・スタジアム史上3人しかいない、外野席最上段の屋根直撃弾を放った（残りの2人はハーモン・キルブルーとセシル・フィルダー）。
セネタースは1972年にテキサス州に移転してテキサス・レンジャースとなったが、この年から成績が急降下する。シーズン途中にデトロイト・タイガースに移籍したが、1973年は打率.256、12本塁打に終わった。
シーズン終了後、太平洋クラブライオンズと破格の年俸80,000ドルで契約した（当時のレートで約2200万円）。メジャー通算1774安打、382本塁打、1119打点を記録しており、当時日本球界に来た外国人選手の中では最高の実績であった。特にMLB通算本塁打382本、同打点1119打点は2012年シーズン終了後東北楽天ゴールデンイーグルスにアンドリュー・ジョーンズが入団するまで日本球界でプレイ経験のある外国人選手としては歴代最多であった。しかし膝の故障のため、1974年の開幕戦1試合に出場したのみで後は出場がなく5月には帰国。身長は約2メートルを超える巨漢でありながら性格は温厚で「足長おじさん」の愛称で慕われていた。
引退後は1981年にサンディエゴ・パドレスの監督に就任した。この年のパドレスは後に日本でプレーするランディ・バースやルパート・ジョーンズにホアン・アイケルバーガー、以前に日本でプレーしていたフレッド・クハウルアが在籍していた。その年はシーズン途中に選手会の50日間に及ぶストライキが発生し、シーズンが前後期のスプリットシーズン制にされたが、いずれも最下位に終わり、一年限りで解雇された。1983年途中にニューヨーク・メッツの監督に就任するが、こちらでも最下位に終わり、同年限りで解雇された。2回にわたる監督の通算成績は93勝113敗であった。
前後してミルウォーキー・ブルワーズ（1977年 - 1980年、1985年 - 1986年）、メッツ（1982年 - 1983年途中、1994年 - 1996年）、シアトル・マリナーズ（1987年 - 1988年）、ニューヨーク・ヤンキース（1989年・1991年 - 1992年）、タンパベイ・デビルレイズ (1998年 - 1999年)でコーチを務めた。2000年以後はヤンキースで育成インストラクターを務めている。
2005年にワシントン・ナショナルズが移転し、首都ワシントンD.C.に34年ぶりにメジャー球団が戻ったが、初試合の試合前の始球式の際にレフトの守備位置につき、観客から大歓声を受けた。
2023年10月30日に死去。87歳没。

### 太平洋入団から退団騒動
1973年に太平洋クラブライオンズがシーズンオフに考え出した策は、現役の超大物メジャーリーガーを獲得して集客力をアップというもの。そして、デトロイト・タイガースに在籍していた現役のメジャーリーガーであるハワードを獲得した。ハワードは上記の通り来日メジャーリーガーの中で一番の実績を誇っていたため、連日マスコミに追われ、日常の些細な出来事でも即記事となるなど、その反響は大きかった。前評判は素晴らしく、『あぶさん』の景浦安武とホームランの競演をするシーンが描かれた。
オープン戦から本塁打を放つなど活躍。特に、対巨人戦では川上哲治監督から「すごいね、彼は活躍するでしょう」と賛辞を送られたほどだった。しかし、ハワードは来日時点で既に膝を故障しており、膝の関節の軟骨が磨り減っていたことで、立つことも困難なほどの激痛に襲われ、プレーができない状況下にあった。開幕が近づくにつれ、ハワードの膝痛はプレーに支障が出るほど悪化し、全国スポーツ紙の中で当時唯一九州本社版を発行していたスポーツニッポンが開幕前日頃「ハワードが膝痛で出られる状況にない」と知るとすぐさま一面に「ハワード、開幕欠場」という見出しを掲載した。それを知った当時の稲尾和久監督が、血相を変えてスポニチの記者に「お前、営業妨害する気か!?」と詰め寄ったが、スポーツニッポンの報道は事実となってしまった。
1974年4月6日の日本ハム（平和台）の開幕戦にスタメン出場したが、恐れていた膝痛が悪化しわずか3打席で途中交代。結局開幕戦に出場しただけで、5月には帰国した。球団はハワードが帰国と同時に契約を解除していたが、代理人から「話が違う。残りの金額を支払え」とクレームを付けられ、その上受け入れられなければ裁判に持ち込むとまで言われた。結局、裁判を恐れた球団は残り分も支払うこととなった。
ハワードの一件から、球団は退団と同時に活躍できるメジャーリーガーをリストアップし、6月にマティ・アルーを獲得している。

## 詳細情報

### 年度別打撃成績
| 年 度     | 球 団     | 試 合 | 打 席 | 打 数 | 得 点 | 安 打 | 二 塁 打 | 三 塁 打 | 本 塁 打 | 塁 打 | 打 点 | 盗 塁 | 盗 塁 死 | 犠 打 | 犠 飛 | 四 球 | 敬 遠 | 死 球 | 三 振 | 併 殺 打 | 打 率 | 出 塁 率 | 長 打 率 | O P S |
| --------- | --------- | ----- | ----- | ----- | ----- | ----- | -------- | -------- | -------- | ----- | ----- | ----- | -------- | ----- | ----- | ----- | ----- | ----- | ----- | -------- | ----- | -------- | -------- | ----- |
| 1958      | LAD       | 8     | 30    | 29    | 3     | 7     | 1        | 0        | 1        | 11    | 2     | 0     | 0        | 0     | 0     | 1     | 0     | 0     | 11    | 1        | .241  | .267     | .379     | .646  |
| 1959      | LAD       | 9     | 23    | 21    | 2     | 3     | 0        | 1        | 1        | 8     | 6     | 0     | 0        | 0     | 0     | 2     | 0     | 0     | 9     | 0        | .143  | .217     | .381     | .598  |
| 1960      | LAD       | 117   | 487   | 448   | 54    | 120   | 5        | 2        | 23       | 208   | 77    | 0     | 1        | 2     | 2     | 32    | 1     | 3     | 108   | 8        | .268  | .320     | .464     | .784  |
| 1961      | LAD       | 92    | 292   | 267   | 36    | 79    | 10       | 2        | 15       | 138   | 45    | 0     | 1        | 1     | 2     | 21    | 3     | 1     | 50    | 12       | .296  | .347     | .517     | .864  |
| 1962      | LAD       | 141   | 538   | 493   | 80    | 146   | 25       | 6        | 31       | 276   | 119   | 1     | 0        | 1     | 4     | 39    | 10    | 1     | 108   | 18       | .296  | .346     | .560     | .906  |
| 1963      | LAD       | 123   | 459   | 417   | 58    | 114   | 16       | 1        | 28       | 216   | 64    | 1     | 2        | 2     | 3     | 33    | 4     | 4     | 116   | 7        | .273  | .330     | .518     | .848  |
| 1964      | LAD       | 134   | 492   | 433   | 60    | 98    | 13       | 2        | 24       | 187   | 69    | 1     | 0        | 1     | 7     | 51    | 10    | 0     | 113   | 14       | .226  | .303     | .432     | .735  |
| 1965      | WHS3 TEX  | 149   | 575   | 516   | 53    | 149   | 22       | 6        | 21       | 246   | 84    | 0     | 0        | 0     | 2     | 55    | 2     | 2     | 112   | 9        | .289  | .358     | .477     | .835  |
| 1966      | WHS3 TEX  | 146   | 549   | 493   | 52    | 137   | 19       | 4        | 18       | 218   | 71    | 1     | 1        | 0     | 2     | 53    | 6     | 1     | 104   | 14       | .278  | .348     | .442     | .790  |
| 1967      | WHS3 TEX  | 149   | 585   | 519   | 71    | 133   | 20       | 2        | 36       | 265   | 89    | 0     | 1        | 0     | 1     | 60    | 7     | 5     | 155   | 14       | .256  | .338     | .511     | .849  |
| 1968      | WHS3 TEX  | 158   | 663   | 598   | 79    | 164   | 28       | 3        | 44       | 330   | 106   | 0     | 0        | 0     | 5     | 54    | 12    | 6     | 141   | 13       | .274  | .338     | .552     | .890  |
| 1969      | WHS3 TEX  | 161   | 702   | 592   | 111   | 175   | 17       | 2        | 48       | 340   | 111   | 1     | 0        | 0     | 3     | 102   | 19    | 5     | 96    | 29       | .296  | .402     | .574     | .976  |
| 1970      | WHS3 TEX  | 161   | 706   | 566   | 90    | 160   | 15       | 1        | 44       | 309   | 126   | 1     | 2        | 0     | 6     | 132   | 29    | 2     | 125   | 23       | .283  | .416     | .546     | .962  |
| 1971      | WHS3 TEX  | 153   | 633   | 549   | 60    | 153   | 25       | 2        | 26       | 260   | 83    | 1     | 0        | 0     | 5     | 77    | 20    | 2     | 121   | 29       | .279  | .367     | .474     | .841  |
| 1972      | WHS3 TEX  | 95    | 331   | 287   | 28    | 70    | 9        | 0        | 9        | 106   | 31    | 1     | 0        | 0     | 1     | 42    | 8     | 1     | 55    | 16       | .244  | .341     | .369     | .711  |
| 1972      | DET       | 14    | 37    | 33    | 1     | 8     | 1        | 0        | 1        | 12    | 7     | 0     | 0        | 0     | 0     | 4     | 0     | 0     | 8     | 0        | .242  | .324     | .364     | .688  |
| '72計     | DET       | 109   | 368   | 320   | 29    | 78    | 10       | 0        | 10       | 118   | 38    | 1     | 0        | 0     | 1     | 46    | 8     | 1     | 63    | 16       | .244  | .340     | .369     | .709  |
| 1973      | DET       | 85    | 251   | 227   | 26    | 58    | 9        | 1        | 12       | 105   | 29    | 0     | 1        | 0     | 0     | 24    | 4     | 0     | 28    | 12       | .256  | .327     | .463     | .790  |
| 1974      | 太平洋    | 1     | 3     | 2     | 0     | 0     | 0        | 0        | 0        | 0     | 0     | 0     | 0        | 0     | 0     | 1     | 0     | 0     | 0     | 0        | .000  | .333     | .000     | .333  |
| MLB：16年 | MLB：16年 | 1895  | 7353  | 6488  | 864   | 1774  | 245      | 35       | 382      | 3235  | 1119  | 8     | 9        | 7     | 43    | 782   | 135   | 33    | 1460  | 219      | .273  | .352     | .499     | .851  |
| NPB：1年  | NPB：1年  | 1     | 3     | 2     | 0     | 0     | 0        | 0        | 0        | 0     | 0     | 0     | 0        | 0     | 0     | 1     | 0     | 0     | 0     | 0        | .000  | .333     | .000     | .333  |

- 各年度の太字はリーグ最高

### タイトル
MLB
- 本塁打王：2回 （1968年、1970年）
- 打点王：1回 （1970年）

### 表彰
MLB
- 新人王 （1960年）

### 記録
MLB
- MLBオールスターゲーム選出：4回 （1968年 - 1971年）

NPB
- 初出場・初先発出場：1974年4月6日、対日本ハムファイターズ前期1回戦（平和台球場）、4番・右翼手として先発出場

### 背番号
- 25 （1958年 - 1964年）
- 9 （1965年 - 1968年）
- 33 （1969年 - 1973年）
- 10 （1974年）